# 水邊
水邊（英語：Shui Pin，代號：M06）是香港元朗區議會下轄的選區，1994年設立，2023年取消，前任區議員為前朱凱迪新西團隊成員黎國泳。

## 範圍
選區位於元朗新市鎮西南部，包括青山公路元朗段以北的水邊圍徑、青山公路元朗段、元朗明渠、元朗安寧路、屏會街和媽橫路範圍，加上青山公路元朗段以南以元朗公園為中心的屋苑。由於設立時以水邊圍邨人口較多，名稱亦從中取出，與其相連的選區有豐年、十八鄉中、屏山南、屏山中、南屏以及元朗中心。選區因應人口分佈設有兩個投票站，分別設於水邊圍邨附近的聖公會靈愛小學以及元朗公園附近的元朗公立中學校友會小學。

## 沿革
水邊選區可以追溯到原有的元朗市西選區，因應朗屏邨1986年開始入伙，1988年區議會選舉，元朗市南、北兩個選區以元朗明渠分拆雙議席的元朗市西選區，由匯點的鍾貴平及黃偉賢當選。1989年朗屏邨全部大廈落成，由於與其他部份有所不同，1991年區議會選舉劃出單議席朗屏選區後，元朗市西改為單議席選區，黃偉賢轉往朗屏選區參選，而本區由同屬民主派的港同盟張賢登當選。
1993年港督彭定康推行政改方案，取消區議會所有委任議席及雙議席選區，全面實行單議席單票制，並改由選區分界及選舉事務委員會制定，區議會選區數目亦隨人口變動而大幅增加。元朗市西選區以青山公路元朗段分拆成南北兩個選區即南部的豐年、北部的水邊選區，水邊選區由水邊圍徑、青山公路元朗段、元朗明渠和媽橫路所包圍。
1994年區議會選舉，張賢登轉往天水圍發展，本區吸引到報稱獨立候選人的黃健榮、鍾國雄、黃達光及自由黨廖金星參選，結果由黃健榮以不足四成得票當選。
1999年區議會選舉，因應元朗公園周邊屋苑發展，相關範圍由豐年選區劃入水邊選區，民主黨派出陳多偉挑戰爭取連任的黃健榮，黃健榮以二百多票差距當選連任。
2003年區議會選舉，基於人口過多，元朗公園附近的水邊村改為劃入屏山南選區，選舉由黃健榮自動當選。
2007年區議會選舉，本區加入原屬大橋選區的大橋村和位於壽富街、同樂街的幾幢住宅，同時黃健榮交棒予袁敏兒，袁當時代表自由黨出選，而對手是李均榮，最終袁敏兒以1,927票擊敗取得1,237票的李均榮當選。袁敏兒於2008年立法會選舉自由黨潰敗後，退出自由黨，以新界社團聯會身份活躍。
2011年區議會選舉，因應翹翠峰入伙帶動人口上升，元朗安寧路以北一帶劃入南屏選區和元朗中心選區。今次袁敏兒爭取連任，對手是本區前任區議員黃健榮，最終袁敏兒取得2,344票擊敗取得1,178票的黃健榮連任。
2015年區議會選舉，袁敏兒再次爭取連任，由於只有一人參選，袁敏兒自動當選。
2019年區議會選舉，爭取第三次連任的袁敏兒面對朱凱迪新西團隊成員黎國泳挑戰，結果黎以三百多票之差勝選。2021年5月20日，朱凱迪新西團隊宣佈解散，黎國泳以獨立民主派身份繼續活躍。2021年10月21日，政府公佈最後一批區議員宣誓結果，連同黎國泳在內的16人宣誓無效需即時離任，並且在5年內不得參與各級選舉。結束黎氏1年多的區議員生涯。

## 歷屆議員
| 屆別                   | 議員   | 政治聯繫  | 政治聯繫                   |
| ---------------------- | ------ | --------- | -------------------------- |
| 1991年－1994年         | 張賢登 |           | 港 港同盟                  |
| 1994年－1999年         | 黃健榮 |           | 無黨籍                     |
| 2000年－2003年         | 黃健榮 |           | 無黨籍                     |
| 2004年－2007年         | 黃健榮 |           | 無黨籍                     |
| 2008年－2011年         | 袁敏兒 |           | 自由黨 → 新 新社聯         |
| 2012年－2015年         | 袁敏兒 | 新 新社聯 |                            |
| 2016年－2019年         | 袁敏兒 | 新 新社聯 |                            |
| 2020年－2021年10月20日 | 黎國泳 |           | 朱 朱凱廸新西團隊 → 無黨籍 |
| 2021年10月21日－2023年 | 懸空   | 懸空      | 懸空                       |

## 歷屆選舉結果
| 政党   | 政党           | 候选人    | 票数  | %     | ±      |
| ------ | -------------- | --------- | ----- | ----- | ------ |
|        | 獨立           | ①. 潘倩敏 | 86    | 1.17  | 不適用 |
|        | 新界社團聯會   | ②. 袁敏兒 | 3,466 | 47.15 | 不適用 |
|        | 朱凱迪新西團隊 | ③. 黎國泳 | 3,799 | 51.68 | 不適用 |
| 多数票 | 多数票         | 多数票    | 333   | 4.53  | 不適用 |

| 政党   | 政党         | 候选人 | 票数     | %      | ±      |
| ------ | ------------ | ------ | -------- | ------ | ------ |
|        | 新界社團聯會 | 袁敏兒 | 自動當選 | 不適用 | 不適用 |
| 多数票 | 多数票       | 多数票 | 不適用   | 不適用 | 不適用 |

| 政党   | 政党         | 候选人    | 票数  | %     | ±      |
| ------ | ------------ | --------- | ----- | ----- | ------ |
|        | 新界社團聯會 | ①. 袁敏兒 | 2,344 | 66.55 | 不適用 |
|        | 獨立         | ②. 黃健榮 | 1,178 | 33.45 | 不適用 |
| 多数票 | 多数票       | 多数票    | 1,166 | 33.11 | 不適用 |

| 政党   | 政党   | 候选人    | 票数  | %     | ±      |
| ------ | ------ | --------- | ----- | ----- | ------ |
|        | 獨立   | ①. 李均榮 | 1,237 | 38.78 | 不適用 |
|        | 自由黨 | ②. 袁敏兒 | 1,953 | 61.22 | 不適用 |
| 多数票 | 多数票 | 多数票    | 716   | 22.45 | 不適用 |

| 政党   | 政党   | 候选人 | 票数     | %      | ±      |
| ------ | ------ | ------ | -------- | ------ | ------ |
|        | 無黨派 | 黃健榮 | 自動當選 | 不適用 | 不適用 |
| 多数票 | 多数票 | 多数票 | 不適用   | 不適用 | 不適用 |

| 政党   | 政党   | 候选人    | 票数  | %     | ±      |
| ------ | ------ | --------- | ----- | ----- | ------ |
|        | 民主黨 | ①. 陳多偉 | 1,122 | 44.54 | 不適用 |
|        | 無黨派 | ②. 黃健榮 | 1,397 | 55.46 | 不適用 |
| 多数票 | 多数票 | 多数票    | 275   | 10.92 | 不適用 |

| 政党   | 政党   | 候选人 | 票数 | %     | ±      |
| ------ | ------ | ------ | ---- | ----- | ------ |
|        | 無黨派 | 黃健榮 | 992  | 40.03 | 不適用 |
|        | 無黨派 | 鍾國雄 | 766  | 30.91 | 不適用 |
|        | 無黨派 | 黃達光 | 594  | 23.97 | 不適用 |
|        | 自由黨 | 廖金星 | 166  | 6.70  | 不適用 |
| 多数票 | 多数票 | 多数票 | 226  | 9.12  | 不適用 |